# Jane Greer
Jane Greer (ur. 9 września 1924, zm. 24 sierpnia 2001) – amerykańska aktorka filmowa i telewizyjna.

## Filmografia
seriale
- 1952: The Ford Television Theatre
- 1956: Zane Grey Theater
- 1975: Columbo jako Sylvia Danzinger[1]
- 1976: Quincy M.E. jako Dorrie Larkin
- 1990: Miasteczko Twin Peaks jako Vivian Smythe Niles

film
- 1945: George White's Scandals jako Billie Randall
- 1947: Człowiek z przeszłością jako Kathie Moffat
- 1950: The Company She Keeps jako Diane Stuart / Mildred Lynch
- 1964: Dokąd poszła miłość jako Marian Spicer
- 1966: Perfect Mate jako Mama

## Wyróżnienia
Posiada swoją gwiazdę na Hollywoodzkiej Alei Gwiazd.